# Feliciano López
Feliciano López Diaz-Guerra (ur. 20 września 1981 w Toledo) – hiszpański tenisista, czwarty zawodnik igrzysk olimpijskich w Londynie z 2012 roku w deblu, zwycięzca turniejów ATP Tour w singlu i deblu, zdobywca Pucharu Davisa.
Zawodowy tenisista w latach 1997–2023.
Łącznie wygrał trzynaście turniejów ATP Tour – siedem w singlu oraz sześciu w deblu, w tym wielkoszlemowy French Open 2016 w grze podwójnej.
López preferuje grę na nawierzchni twardej, na której wygrał w roku 2004 turniej singlowy w Wiedniu oraz 2010 roku w Johannesburgu. W zawodowym gronie tenisistów zadebiutował w roku 1997 podczas zawodów ATP Challenger Tour na Majorce.
Hiszpan jest zwycięzcą Pucharu Davisa z roku 2008, 2009, 2011 i 2019. Bronił barw narodowych również w Drużynowym pucharze świata.
W latach 2005, 2008 i 2011 był ćwierćfinalistą w grze pojedynczej wielkoszlemowego Wimbledonu, a w 2015 dotarł do tego samego etapu rozgrywek w US Open. W grze podwójnej natomiast wygrał French Open w 2016 i awansował do finału US Open 2017.

## Życie prywatne
Feliciano López jest synem Feliciano oraz Belen. Ma młodszego brata Wiktora. W tenisa zaczął grać w wieku 5 lat, a kiedy miał 16 lat, rozpoczął karierę seniora. Wolny czas spędza z przyjaciółmi. Spośród innych dyscyplin sportowych lubi piłkę nożną – jest fanem Realu Madryt.
W 2015 roku López zawarł związek małżeński z hiszpańską modelką Albą Carrillo.
Podczas całej kariery zarobił 18 706 677 dolarów amerykańskich.

## Kariera tenisowa

### Sezony 1997–2000
Karierę zawodową rozpoczął w marcu 1997 występem w zawodach kategorii ATP Challenger Tour na Majorce.
W sezonie 1998 zadebiutował w rozgrywkach ATP World Tour w Barcelonie, przechodząc najpierw eliminacje. W fazie zasadniczej przegrał swoje spotkanie w I rundzie z Jiřím Novákiem.
Swój pierwszy zawodowy turniej wygrał w sierpniu 1999 roku podczas rozgrywek ITF Futures w Hiszpanii (F6), pokonując w finale Pedro Canovasa 6:3, 6:3. W tym samym miesiącu osiągnął kolejny finał – w imprezie F7, również rozgrywanej w Hiszpanii.
Sezon 2000 zainaugurował w kwietniu startem w turnieju ATP World Tour w Estoril, lecz przegrał swój mecz 1:6, 4:6 w I rundzie z Juanem Antonio Marínem. W lipcu doszedł do ćwierćfinału imprezy ATP Challenger Tour w Wenecji i Kordobie, a w listopadzie w Santiago. W tym samym sezonie Hiszpan osiągnął finał turnieju ATP World Tour na Majorce, grając w parze z Francisco Roigiem. W finale przegrali z amerykańską parą Donald Johnson-Jared Palmer 5:7, 3:6.

### Sezon 2001
Na początku roku López zwyciężył w rozgrywkach rangi ITF Futures we Francji F3, wygrywając w finale 6:4, 6:0 z Mario Muñozem-Bejarano. W lutym, podczas turnieju Chile Open w Viña del Mar, awansował po raz pierwszy w karierze do ćwierćfinału imprezy ATP World Tour. Mecz o półfinał przegrał z późniejszym zwycięzcą rozgrywek Guillermo Corią 7:6(5), 2:6, 5:7.
W wielkim szlemie zadebiutował na kortach im. Rolanda Garrosa, przechodząc najpierw kwalifikacje. W turnieju głównym odpadł w I fazie z Carlosem Moyą. Pod koniec września doszedł do finału zawodów ATP Challenger Tour w Maii. W finale zmierzył się z Jarkko Nieminenem, który pokonał Hiszpana 5:7, 6:3, 6:4. Na początku października osiągnął półfinał turnieju tej samej rangi w Cagliari. Mecz o finał przegrał ze swoim rodakiem, Fernando Vicente 2:6, 4:6.

### Sezon 2002
Sezon López rozpoczął od awansu do półfinału turnieju ATP World Tour w Buenos Aires, pokonując Luisa Hornę, Félixa Mantillę oraz José Acasuso. W pojedynku, którego stawką był finał, zagrał z Nicolásem Massú. Chilijczyk pokonał Lópeza 7:6(2), 6:2. Na twardych kortach w Delray Beach López osiągnął ćwierćfinał.
W marcu Hiszpan zadebiutował w rozgrywkach ATP Masters Series, w Miami, dochodząc do II rundy. W I rundzie pokonał Xaviera Malissea, a w meczu o III fazę spotkał się z Àlexem Corretją, z którym przegrał 3:6, 4:6.
We French Open dotarł do II rundy, w której zmierzył się z Tommym Hassem. Niemiec pokonał Lópeza 6:3, 6:4, 6:4. W czerwcu López po raz pierwszy wystartował na Wimbledonie, gdzie awansował do 1/8 finału, eliminując m.in. Guillermo Cañasa i Rainera Schüttlera. Pojedynek o ćwierćfinał zagrał z André Sá. Mecz zakończył się rezultatem 6:3, 7:5, 4:6, 6:3 dla Brazylijczyka.
Ostatni w sezonie wielkoszlemowy turniej, US Open, Hiszpan rozpoczął od zwycięstwa 7:5, 7:6(1), 6:3 nad André Sá. W II rundzie rozegrał pojedynek z Gastónem Gaudio, który wygrał spotkanie 6:2, 3:6, 6:4, 6:3.
Pod koniec września Hiszpan wziął udział w rozgrywkach w Hongkongu, docierając do ćwierćfinału, a wcześniej eliminując Marata Safina. Spotkanie o półfinał przegrał z Jonasem Björkmanem 3:6, 3:6. Ten sam wynik osiągnął również w Tokio. W turnieju ATP Masters Series w Madrycie awansował do III fazy, ale w meczu o ćwierćfinał nie sprostał Andre Agassiemu, przegrywając 6:7(6), 7:6(8), 5:7. Na koniec roku wystąpił w Petersburgu, odpadając z imprezy w I rundzie.
Sezon zakończył po raz pierwszy w karierze w pierwszej setce rankingu ATP Entry – na 62. miejscu.

### Sezon 2003
Rok 2003 López rozpoczął premierowym występem w Australian Open. Doszedł w rozgrywkach do III rundy, pokonując Àlexa Corretje i Robby’ego Ginepriego, a przegrywając z Junusem al-Ajnawim. W Dubaju uzyskał ćwierćfinał, rewanżując się w II fazie El Aynaoui’owi za porażkę w Melbourne. Mecz o półfinał przegrał z Tommym Robredo 7:6(4), 3:6, 4:6. Podczas imprezy ATP Masters Series w Indian Wells przegrał swoje spotkanie w II rundzie z Andym Roddickiem, a w Miami w I fazie z Markiem Philippoussisem.
W turnieju Estoril Open inaugurującym okres gry na kortach ziemnych w Europie doszedł do ćwierćfinału, pokonując w I fazie Rainera Schüttlera 6:1, 4:6, 7:5. W meczu o półfinał nie sprostał Maksowi Mirnemu, przegrywając 6:7, 4:6. W Monte Carlo i Hamburgu López przegrywał swoje mecze w II rundach, natomiast w Rzymie – w I rundzie. W wielkoszlemowym French Open zakończył swój udział już w I rundzie po porażce 2:6, 6:7(8), 0:6 z Mariano Zabaletą.
Miesiąc gry na kortach trawiastych hiszpański tenisista rozpoczął od II rundy w niemieckim Halle, a w ’s-Hertogenbosch odpadł z rywalizacji w I rundzie. Podczas Wimbledonu zwyciężył w trzech setach z Robertem Kendrickiem, a następnie w tym samym stosunku pokonał Michaiła Jużnego i Flavio Sarettę. W 1/8 finału zmierzył się z Rogerem Federerem, który pokonał Lópeza 7:6(5), 6:4, 6:4.
W lipcu López osiągnął półfinał w Stuttgarcie. Mecz o finał przegrał z Guillermo Corią 4:6, 0:6. W Kitzbühel również uzyskał półfinał, natomiast pojedynek o finał zakończył się porażką Hiszpana po raz kolejny z Corią.
US Open Series rozpoczął od turnieju ATP Masters Series w Montrealu, dochodząc do swojego pierwszego ćwierćfinału rozgrywek tego cyklu. W I rundzie pokonał Guillermo Corię, a w meczu o półfinał zmierzył się z Davidem Nalbandianem. Pojedynek zakończył się wynikiem 6:4, 6:4 dla Argentyńczyka. W Cincinnati odpadł w II fazie, a na US Open w I rundzie po porażce 4:6, 4:6, 4:6 z Radkiem Štěpánkiem. W październiku Hiszpan osiągnął ćwierćfinały turniejów w Wiedniu i Bazylei. Podczas rozgrywek w Madrycie doszedł do swojego kolejnego ćwierćfinału w sezonie. We wcześniejszych rundach zdołał pokonać m.in. Carlosa Moyę; odpadł z Rogerem Federerem. Na koniec roku López zagrał w Paryżu, gdzie przegrał w II rundzie z Guillermo Corią.
Sezon zakończył jako 28. tenisista na świecie.

### Sezon 2004
Sezon rozpoczął od porażki 6:3, 6:4, 6:7(3), 4:6, 2:6 w I rundzie Australian Open z Alberto Martínem. Swój pierwszy finał rozgrywek ATP World Tour zagrał w Dubaju z Rogerem Federerem. Spotkanie zakończyło się rezultatem 4:6, 6:1, 6:2 dla Szwajcara. Na twardych kortach w Indian Wells i Miami przegrywał swoje mecze w II rundach.
Drugi deblowy finał Hiszpan osiągnął w rozgrywkach na nawierzchni ceglanej w Walencji w sezonie 2004. Wspólnie z Marcem Lópezem zmierzyli się w meczu o tytuł z zespołem Gastón Etlis-Martín Rodríguez, któremu ulegli 5:7, 6:7(5). W Barcelonie Hiszpan osiągnął III rundę turnieju singlowego. Spotkanie o ćwierćfinał zakończyło się porażką Hiszpana z Agustínem Callerim 3:6, 5:7. Drugi deblowy finał w karierze López osiągnął w Walencji. Pojedynek finałowy Hiszpan wraz z Macem Lópezem przegrali z parą Gastón Etlis-Martín Rodríguez. W wielkoszlemowym French Open awansował do 1/8 finału. W walce o ćwierćfinał uległ byłemu numerowi 1. na świecie, Gustavo Kuertenowi.
Na trawiastych kortach w Halle odpadł już w I rundzie, natomiast na Wimbledonie doszedł do III rundy, przegrywając w meczu o dalszą grę z Ivo Karloviciem 6:7(12), 6:7(3), 7:6(2), 5:7. Na kortach w Kitzbühel dotarł do ćwierćfinału, w którym uległ Fernando Verdasco.
W rozpoczynającym się cyklu przygotowawczym do US Open zagrał w turniejach ATP Masters Series w Montrealu i Cincinnati, lecz w każdym z nich odpadał w II rundzie. W międzyczasie wziął udział w igrzyskach olimpijskich w Atenach, gdzie dotarł do III rundy. W I rundzie wyeliminował Robina Söderlinga, a w II Marata Safina. W III rundzie zagrał z Sébastienem Grosjeanem, który pokonał Lópeza 6:7(4), 6:4, 6:0. W rozpoczynającym się US Open López wygrał najpierw z kwalifikantem Arnaudem Di Pasqualem, a potem z Philippem Kohlschreiberem. W III fazie rywalem Hiszpana był Lleyton Hewitt. Australijczyk wynikiem 6:1, 6:4, 6:2 zapewnił sobie grę w dalszej części turnieju. W nowojorskim turnieju Hiszpan dotarł również do swojego pierwszego wielkoszlemowego ćwierćfinału w grze podwójnej.
Pierwsze zwycięstwo w zawodowym Tourze López odniósł na twardych kortach w Wiedniu, imprezie rangi ATP International Series Gold. W I rundzie w trzech setach pokonał Agustína Calleriego. W następnych rundach wygrał dwu-setowe pojedynki z Bohdanem Ulihrachem, Rainerem Schüttlerem oraz Davidem Sanguinettim. W pojedynku o tytuł pokonał 6:4, 1:6, 7:5, 3:6, 7:5 Guillermo Cañasa. Po meczu López powiedział: „To jest wielka rzecz zwyciężyć w turnieju i myślę, że pozwoli mi to nabrać pewności siebie i awansować w rankingu oraz być lepszym graczem”. Podczas turnieju w Sztokholmie López wygrał rozgrywki deblowe, pokonując w finale w parze z Fernando Verdasco duet Wayne Arthurs-Paul Hanley 6:4, 6:4.
W swoim ostatnim w sezonie turnieju, w Paryżu, awansował do ćwierćfinału, gdzie został pokonany przez Guillermo Cañasa.
Na koniec roku López zajmował 25. miejsce w rankingu światowym.

### Sezon 2005
Kolejny zawodowy sezon rozpoczął od ćwierćfinałów imprez w Dosze (przegrana z Federerem) oraz w Sydney (przegrana ze Štěpánkiem). W Melbourne odpadł w III rundzie po porażce z Joachimem Johanssonem 3:6, 6:3, 7:5, 6:7(2), 11:13. Na początku lutego doszedł do półfinału w Marsylii, gdzie ponownie przegrał z Johanssonem. Podczas rozgrywek ATP Masters Series w Indian Wells uzyskał III rundę, natomiast I rundę w Miami.
Sezon gry na nawierzchni ziemnej Hiszpan zaczął od udziału w I rundzie w Monte Carlo. Podczas turnieju w Barcelonie López wraz z Rafaelem Nadalem osiągnęli finał gry podwójnej, lecz spotkanie o tytuł przegrali z Leanderem Paesem i Nenadem Zimonjiciem 3:6, 3:6. W Estoril osiągnął ćwierćfinał, w którym przegrał z Gastónem Gaudio. W Hamburgu w I rundzie pokonał Andre Agassiego, a w II rundzie uległ Filippo Volandriemu. W Rolandzie Garrosie odpadł z rywalizacji w I rundzie po porażce 2:6, 0:6, 7:6(5), 4:6 z Paulem-Henrim Mathieu.
W czerwcu, podczas rozgrywek Wimbledonu, po raz pierwszy w karierze López awansował do ćwierćfinału imprezy wielkoszlemowej w grze pojedynczej, a tym samym jako pierwszy Hiszpan od czasu Manuela Orantesa (1972) osiągnął ćwierćfinał Wimbledonu. W I rundzie stoczył pięciosetowy pojedynek z Björnem Phau, zakończony wynikiem 5:7, 7:6(8), 6:7(5), 6:2, 6:4. W kolejnych rundach eliminował w trzech setach Davida Sherwooda, Marata Safina oraz z Mario Ančicia. O półfinał zmierzył się z Lleytonem Hewittem. Spotkanie wygrał Australijczyk 7:5, 6:4, 7:6(2). W Kitzbühel López uzyskał ćwierćfinał, w którym przegrał spotkanie z Mariano Zabaletą.
Cykl US Open Series tenisista hiszpański zaczął od porażki w I rundzie rozgrywek w Montrealu z będącym wówczas na 423. miejscu na świecie Junusem al-Ajnawim. W Cincinnati również opadł w I rundzie po porażce z Richardem Gasquetem, natomiast trzeci finał ATP World Tour osiągnął w New Haven. W drodze do finału pokonał m.in. Davida Ferrera, a w meczu o tytuł zagrał z Jamesem Blakiem, przegrywając pojedynek 6:3, 5:7, 1:6. Do ostatniego w sezonie wielkoszlemowego turnieju, US Open, Hiszpan przystępował jako 26. zawodnik na świecie. W I rundzie wyeliminował Filippo Volandriego, natomiast w II fazie nie sprostał Robinowi Söderlingowi, przegrywając 2:6, 2:6, 6:7(6).
W październiku López wziął udział w turnieju w Wiedniu, dochodząc do ćwierćfinału. Na koniec roku wystąpił w rozgrywkach ATP Masters Series w Paryżu, przegrywając swoje spotkanie w II rundzie z Radkiem Štěpánkiem.
W klasyfikacji na koniec roku Hiszpan był na 34. pozycji.

### Sezon 2006
Podczas rozgrywek w Dosze López uzyskał II rundę. W Australian Open doszedł do III rundy. Mecz o 1/8 finału przegrał z Ivanem Ljubičiciem 5:7, 6:7(5), 0:6. W marcu wziął udział w Indian Wells, gdzie odpadł z rywalizacji w I rundzie z Justinem Gimelstobem, a w Miami w II rundzie z Sébastienem Grosjeanem.
Okres gry na kortach ceglanych rozpoczął od porażki w I rundzie turnieju Walencji. W Monte Carlo przegrał swoje spotkanie w II rundzie z Fernando Gonzálezem, a w Rzymie w I fazie. Wielkoszlemowy Roland Garros również zakończył na I rundzie przegrywając 2:6, 4:6, 3:6 z Tomášem Berdychem.
W przygotowawczym do Wimbledonu turnieju w Queen’s odpadł w I rundzie z Danielem Braccialim. W Nottingham uzyskał ćwierćfinał (porażka z Jonasem Björkmanem). Z Wimbledonu odpadł w I rundzie po porażce z Ivanem Ljubičiciem, 3:6, 4:6, 7:5, 6:3, 9:11. Pierwszy w sezonie finał Hiszpan rozegrał w szwajcarskim Gstaad, eliminując po drodze m.in. Ljubičicia. W meczu o tytuł zmierzył się z Richardem Gasquetem, ostatecznie przegrywając rywalizację 6:7(4), 7:6(3), 3:6, 3:6.
W sierpniu López przystąpił do turnieju w Waszyngtonie, docierając do III rundy. Mecz o ćwierćfinał przegrał z Andym Murrayem. W Montrealu i Cincinnati kończył swój udział w I rundach. Na kortach Flushing Meadows na US Open w I rundzie pokonał Ljubičicia, a uległ będącemu na 306. miejscu w rankingu ATP Marco Chiudinelliemu. Na początku października zagrał zawodach ATP Challenger Tour w Mons awansując do ćwierćfinału, gdzie przegrał ponownie z Chiudinellim. Podczas rozgrywek ATP World Tour w Sztokholmie Hiszpan doszedł do ćwierćfinału, pokonując po drodze Juana Mónaco oraz Davida Ferrera, a przegrywając z Jarkko Nieminenem. W swoim ostatnim w sezonie turnieju rozgrywanym w Bazylei doszedł do II rundy, w której przegrał z Davidem Nalbandianem.
Rok ukończył na 81. miejscu w rankingu światowym.

### Sezon 2007
W Melbourne Hiszpan odpadł z rywalizacji w II fazie po porażce z Novakiem Đokoviciem 2:6, 5:7, 1:6. Pod koniec lutego doszedł do ćwierćfinału turnieju w Las Vegas, przegrywając mecz o półfinał z Lleytonem Hewittem. W Indian Wells zakończył grę na II rundzie, a w Miami osiągnął 1/8 finału, przechodząc najpierw kwalifikacje. W fazie zasadniczej pokonał Nicolása Massú, Marata Safina oraz Florenta Serrę. Pojedynek o ćwierćfinał zagrał z Novakiem Đokoviciem, z którym przegrał w dwóch setach.
Okres gry na nawierzchni ziemnej López zainaugurował występem w Walencji, gdzie odpadł w I rundzie. W Barcelonie przegrał swój mecz w II rundzie z Tommym Robredo. Do turnieju w Estoril nie przebrnął eliminacji. W Rolandzie Garrosie Hiszpan przegrał w I rundzie 2:6, 4:6, 6:7(2) z Jarkko Nieminenem.
Cykl gry na nawierzchni trawiastej zaczął od porażki w I rundzie w Londynie. Na Wimbledonie osiągnął III rundę, wygrywając z Joshuą Goodallem i Timem Henmanem. Mecz o 1/8 finału przegrał 3:6, 6:7(4), 3:6 z Jo-Wilfriedem Tsongą. Pierwszy w sezonie półfinał wywalczył w Stuttgarcie, eliminując m.in. Tomáša Berdycha i Juana Carlosa Ferrero. Spotkanie, którego stawką był finał, przegrał z Rafaelem Nadalem 1:6, 5:7.
US Open Series López rozpoczął od eliminacji do turnieju w Monteralu, w których odpadł w I rundzie z Kanadyjczykiem Pierre’em-Ludovicem Duclosem (numer 495. w rankingu). W Cincinnati przeszedł kwalifikacje, lecz w fazie zasadniczej został wyeliminowany przez Juana Mónaco. Na US Open López osiągnął 1/8 finału, pokonując najpierw w trzech setach Juana Carlosa Ferrero, a potem Igora Andriejewa i Donalda Younga. Mecz o ćwierćfinał przegrał z Rogerem Federerem 6:3, 4:6, 1:6, 4:6.
Podczas azjatyckiego tournée w Tokio awansował do ćwierćfinału, w którym przegrał z Davidem Ferrerem. W Wiedniu również osiągnął ćwierćfinał, przegrywając potem ze Stanislasem Wawrinką. W rozgrywkach ATP Masters Series w Madrycie uzyskał ćwierćfinał, pokonując po drodze m.in. Ferrera. Pojedynek, którego stawką był półfinał przegrał 6:7(4), 4:6 z Federerem.
Na koniec sezonu López uplasował się na 35. pozycji w klasyfikacji generalnej.

### Sezon 2008

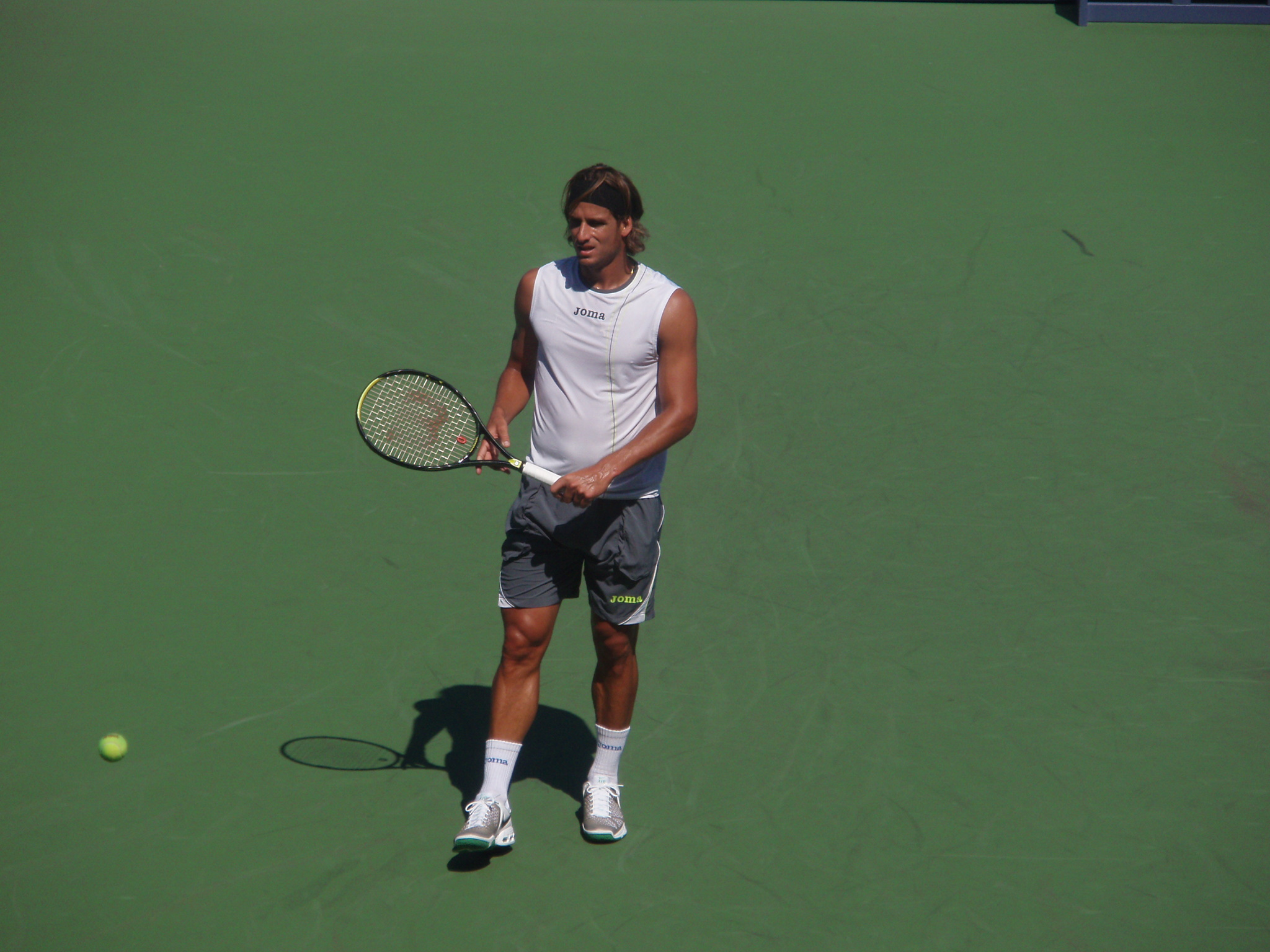
Feliciano López podczas turnieju US Open, 2008

Kolejny zawodowy sezon zaczął od startu w Melbourne, pokonując na początku Wayne’a Odesnika, a w kolejnej fazie przegrywając 2:6, 1:6, 3:6 z Richardem Gasquetem. Na początku marca Hiszpan osiągnął finał turnieju w Dubaju, wygrywając po kolei z Janko Tipsareviciem, Tomášem Berdychem, Davidem Ferrerem oraz Nikołajem Dawydienką. Mecz o tytuł zagrał z Andym Roddickiem, który ostatecznie pokonał Lopeza 6:7(8), 6:4, 6:2. W Indian Wells López zakończył grę na II rundzie, a w Miami doszedł do III rundy.
Na ziemnych kortach w Monte Carlo, Rzymie i Hamburgu przegrywał już w I rundach, z kolei w Barcelonie uzyskał III rundę, w której został pokonany przez Rafaela Nadala. We French Open przegrał 6:7(1), 4:6, 6:3, 6:4, 3:6 w I fazie z Martínem Vassallo Argüello.
W Queen’s Clubie przegrał w I rundzie z Nicolasem Mahutem, a na Wimbledonie po raz drugi w karierze awansował do ćwierćfinału. Hiszpan wyeliminował po drodze m.in. Markosa Pagdatisa, a w meczu o półfinał zmierzył się z Maratem Safinem. Rosjanin wygrał pojedynek 3:6, 7:5, 7:6(1), 6:3 i tym samym awansował do dalszej fazy turnieju.
Po miesiącu odpoczynku, w lipcu, López powrócił na korty podczas rozgrywek w Monteralu, gdzie odpadł w II rundzie, natomiast w Cincinnati przegrał swój pojedynek w I rundzie. W Los Angeles również odpadł z rywalizacji w II rundzie. Na kortach Flushing Meadows nie sprostał w I rundzie Jürgenowi Melzerowi, przegrywając 6:4, 6:7(5), 2:6, 6:2, 4:6.
W halowym turnieju w Wiedniu awansował do półfinału, pokonując m.in. Agustína Calleriego oraz Jürgena Melzera. Spotkanie o finał rozegrał z Philippem Petzschnerem, który wygrał z Hiszpanem 3:6, 6:3, 6:3. W Madrycie po raz drugi z rzędu López osiągnął ćwierćfinał. O półfinał zagrał z Rafaelem Nadalem, który w dwóch setach pokonał Lópeza. Kolejny w sezonie półfinał rozegrał w Bazylei, gdzie wyeliminował Marco Chiudinelliego, Mardy’ego Fisha oraz Jamesa Blake’a. Pojedynek o finał rozegrał zakończył się porażką Lópeza z Rogerem Federerem.
Sezon López zakończył na 31. miejscu w rankingu ATP Entry.

### Sezon 2009
Rok 2009 hiszpański tenisista zainaugurował udziałem w I rundzie Australian Open (przegrana z Jarkko Nieminenem). W połowie lutego osiągnął ćwierćfinał w Marsylii, a w meczu o półfinał spotkał się z Jo-Wilfriedem Tsongą, który wynikiem 6:2, 6:7(1), 6:4 pokonał Lópeza. Podczas turnieju ATP World Tour Masters 1000 w Indian Wells odpadł z rywalizacji z Michaelem Llodrą, a w Miami doszedł do III fazy rozgrywek. W międzyczasie osiągnął półfinał zawodów ATP Challenger Tour w Sunrise.
W Monte Carlo odpadł w I rundzie, a w Rzymie doszedł do II rundy. W turnieju ATP World Tour 500 w Barcelonie López uzyskał III rundę, rewanżując się Jarkko Nieminenowi za porażkę z Melbourne. Walkę o ćwierćfinał przegrał z Nikołajem Dawydienką 6:7(8), 6:3, 4:6. W wielkoszlemowym Rolandzie Garrosie w I fazie pokonał Brazylijczyka Franco Ferreiro, a w II rundzie przegrał z Janko Tipsareviciem wynikiem 7:6(9), 4:6, 6:7(4), 3:6.
Na trawiastych kortach Queen’s Clubu uzyskał III rundę, gdzie przegrał z Mardym Fishem. Na Wimbledonie uległ w pięciu setach 6:1, 5:7, 3:6, 6:4, 8:10 Karolowi Beckowi.
W sierpniu wziął udział w turnieju rangi ATP Challenger Tour w Segowii, który zakończył się zwycięstwem Hiszpana. W finale pokonał Adriana Mannarino 6:3, 6:4.
Podczas turniejów ATP World Tour Masters 1000 w Monteralu i Cincinnati odpadał w I rundach. Na US Open również przegrał swoje spotkanie w I rundzie, ze 195. tenisistą w rankingu, Taylorem Dentem rezultatem 6:4, 6:7(6), 3:6, 5:7. W październiku wystartował w rozgrywkach w Szanghaju, gdzie po raz pierwszy w karierze osiągnął półfinał imprezy ATP World Tour Masters 1000. Hiszpan pokonał m.in. Davida Ferrera i Robina Söderlinga. W półfinale zmierzył się z Rafaelem Nadalem. Mecz skończył się przedwcześnie przy stanie 6:1, 3:0 dla Nadala. Powodem poddania pojedynku przez Lópeza była kontuzja prawego kolana. Uraz nie okazał się na tyle poważny, aby wykluczyć Hiszpana z gry w dalszej części sezonu i tydzień później zagrał on w turnieju w Sztokholmie, dochodząc do II rundy.
Sezon zakończył na 47. miejscu w rankingu ATP.

### Sezon 2010

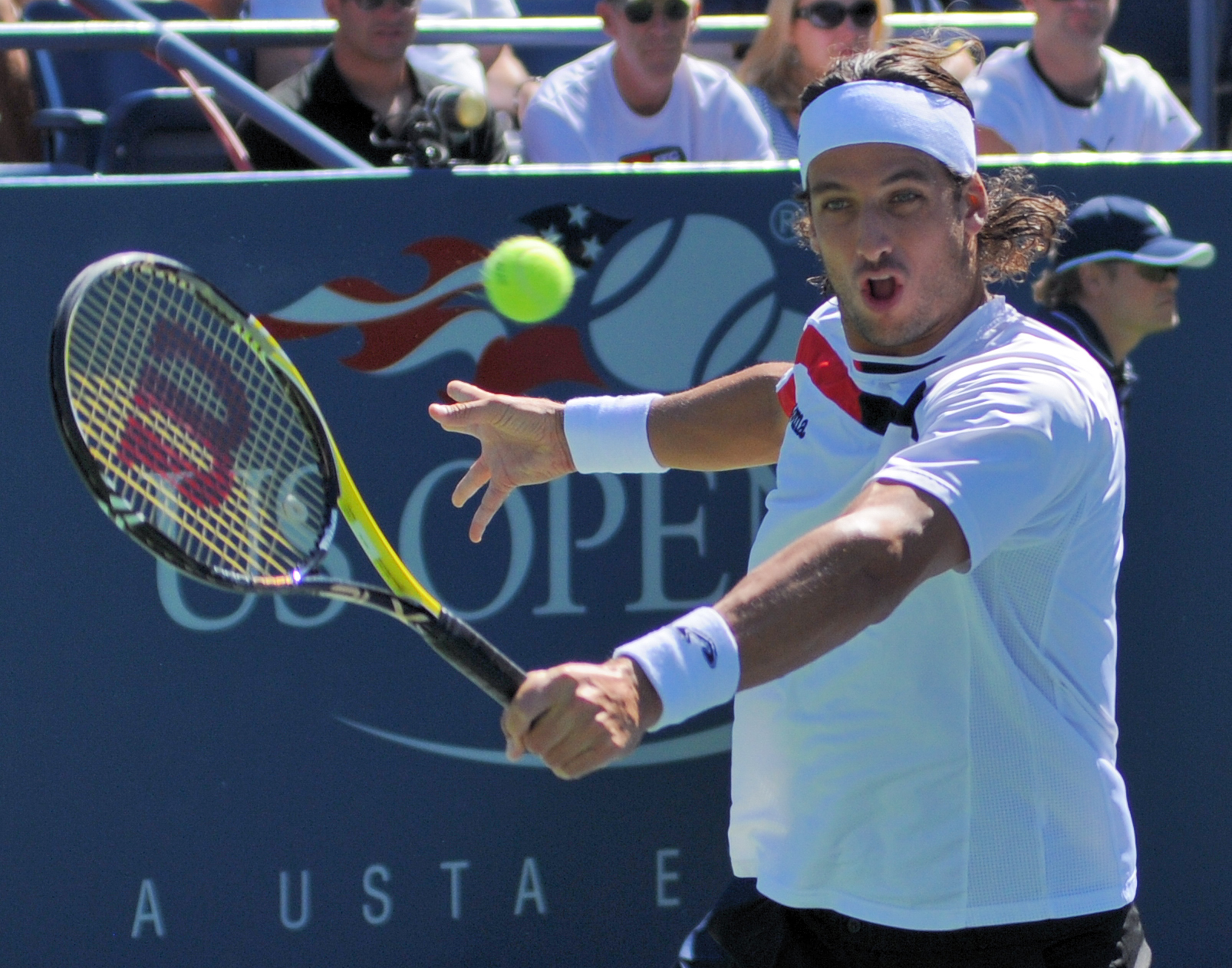
Feliciano López podczas US Open, 2010

Pierwszy występ w sezonie López zanotował w Sydney, gdzie odpadł z rywalizacji po porażce w I rundzie z Richardem Gasquetem. W Australian Open doszedł do III rundy, eliminując w trzech setach Pablo Cuevasa oraz po pięciosetowej walce Rainera Schüttlera. W meczu o 1/8 finału przegrał po blisko 3 godzinach i 30 minutach z Andym Roddickiem 7:6(4), 4:6, 4:6, 6:7(3). Na początku lutego wygrał swój drugi turniej ATP World Tour, w Johannesburgu. W drodze po tytuł López wyeliminował m.in. Rajeeva Rama, najwyżej rozstawionego Gaëla Monfilsa, a w finale rezultatem 7:5, 6:1 pokonał Stéphane Roberta.
W marcu, podczas rozgrywania amerykańskich turniejów ATP World Tour Masters 1000 doszedł do III rundy rozgrywek w Indian Wells (porażka z Robinem Söderlingiem), a w Miami również przegrał swój pojedynek w III rundzie. Pogromcą Lópeza był Amerykanin Mardy Fish.
Sezon gry na kortach ziemnych rozpoczął od turnieju w Monte Carlo, gdzie przegrał w I rundzie z Tomášem Berdychem. Na początku maja doszedł do ćwierćfinału w Rzymie, eliminując m.in. Marina Čilicia. Pojedynek o półfinał przegrał w dwóch setach z Łotyszem Ernestsem Gulbisem. Wielkoszlemowy Roland Garros zakończył w I rundzie po porażce w trzech setach z będącym poniżej setnego miejsca w rankingu Julianem Reisterem.
Na kortach trawiastych w Londynie (Queen’s) osiągnął półfinał. López wyeliminował w dwóch setach m.in. lidera rankingu, Rafaela Nadala. Było to pierwsze zwycięstwo Lópeza nad Nadalem od roku 2003. Pojedynek o finał przegrał z Mardym Fishem 3:6, 4:6. Podczas wielkoszlemowego Wimbledonu doszedł do III rundy, gdzie przegrał w czterech setach z Jürgenem Melzerem.
Pod koniec lipca Hiszpan wziął udział w turnieju rozgrywanym na kortach twardych w Los Angeles. López doszedł do kolejnego w sezonie półfinału, pokonując po drodze m.in. Jamesa Blake’a; mecz o finał przegrał 0:6, 6:1, 4:6 z Andym Murrayem. Na kortach w Nowym Jorku, podczas US Open, Hiszpan doszedł do IV rundy. Mecz o ćwierćfinał przegrał z Rafaelem Nadalem w trzech setach.
Na koniec roku Hiszpan zajmował 32. miejsce w zestawieniu ATP.

### Sezon 2011
Na początku sezonu López wystartował w Brisbane osiągając II rundę. Najpierw wyeliminował Philippa Petzschnera, jednak w dalszej fazie przegrał z Kevinem Andersonem. W Australian Open Hiszpan pokonał w pierwszym meczu turnieju Kolumbijczyka Alejandro Fallę, natomiast w dalszej rundzie nie sprostał Bernardowi Tomicowi. Po blisko sześciu latach, w lutym López awansował do kolejnego deblowego finału, na kortach w Dubaju. Wspólnie z Jérémym Chardym pokonali po drodze polski debel Mariusz Fyrstenberg-Marcin Matkowski, jednak w finale przegrali z parą Serhij Stachowski-Michaił Jużny. W marcu podczas turniejów ATP World Tour Masters 1000 w Indian Wells został pokonany w III rundzie, natomiast w Miami przegrał swój mecz w I rundzie.
Sezon gry na kortach ziemnych López zaczął od startu w Monte Carlo, gdzie odpadł w II rundzie z Davidem Ferrerem. W kwietniu Hiszpan osiągnął ćwierćfinał turnieju w Barcelonie, przegrywając spotkanie o półfinał z Ivanem Dodigiem, z kolei na początku maja doszedł do pierwszego w sezonie finału, na kortach w Belgradzie. López po drodze wygrał pojedynki m.in. z Juanem Mónaco, Fernando Gonzálezem oraz Albertem Montañésem. Mecz o tytuł przegrał 6:7(4), 2:6 z Novakiem Đokoviciem. Podczas Rolanda Garrosa López został pokonany w I rundzie w trzech setach przez Rogera Federera.
W czerwcu, na trawiastych kortach w Queen’s, López odpadł w II rundzie po porażce w trzech setach z Andym Roddickiem. Na Wimbledonie Hiszpan dotarł po raz trzeci w karierze do ćwierćfinału. W meczu III rundy wyeliminował Roddicka, a w IV rundzie Łukasza Kubota, przeciwko któremu obronił dwie piłki meczowe. Pojedynek o półfinał imprezy López przegrał z Andym Murrayem. Pod koniec lipca, podczas turnieju w Gstaad, Hiszpan dotarł do ćwierćfinału, w którym uległ Nicolásowi Almagro.
Na przełomie sierpnia i września, podczas US Open López dotarł do III rundy, przegrywając z Andym Murrayem. W połowie października hiszpański tenisista dotarł do półfinału rozgrywek ATP World Tour Masters 1000 w Szanghaju, po wcześniejszej wygranej m.in. z Tomášem Berdychem. Pojedynek o awans do finału López przegrał z Davidem Ferrerem.
Rok 2011 López zakończył na 20. miejscu w rankingu ATP.

### Sezon 2012
Pierwszy turniej w 2012 roku López rozegrał podczas Australian Open. Hiszpan doszedł do IV rundy turnieju eliminując m.in. po pięciosetowym spotkaniu Johna Isnera. Pojedynek o ćwierćfinał zawodów zakończył się porażką Lópeza z Rafaelem Nadalem. W połowie kwietnia López doszedł do półfinału zawodów w Houston, przegrywając z Johnem Isnerem.
W Barcelonie, podczas rywalizacji na kortach ziemnych w Europie, Feliciano López osiągnął ćwierćfinał, w którym nie sprostał Davidowi Ferrerowi. W swoim kolejnym starcie, w Monachium, López odpadł w półfinale z późniejszym mistrzem zawodów Philippem Kohlschreiberem. Pod koniec maja López podczas turnieju im. Rolanda Garrosa poddał pojedynek I rundy Florentowi Serze.
Na kortach trawiastych w Queen’s Hiszpan przegrał w III rundzie z Kevinem Andersonem, a na Wimbledonie odpadł w I rundzie wyeliminowany przez Jarkko Nieminena. Pod koniec lipca López awansował do ćwierćfinału w Gstaad, odpadając z późniejszym zwycięzcą turnieju, Thomazem Belluccim.
López brał udział w igrzyskach olimpijskich w Londynie. W turnieju gry pojedynczej zastąpił kontuzjowanego Rafaela Nadala. Z zawodów odpadł w III rundzie po przegranej z Jo-Wilfriedem Tsongą. W grze podwójnej wspólnie z Davidem Ferrerem osiągnął czwarte miejsce. W meczu o brązowy medal zostali pokonali przez debel Richard Gasquet-Julien Benneteau wynikiem 6:7(4), 2:6.
We wrześniu, podczas US Open, López doszedł do III rundy przegrywając z Andym Murrayem. Na początku października Hiszpan doszedł do półfinału zawodów w Pekinie. W pojedynku z Jo-Wilfriedem Tsongą o awans do finału López poddał mecz przy stanie 6:1, 4:1 dla Tsongi, podając jako powód problemy z lewym nadgarstkiem.
Na koniec roku Hiszpan zajmował 40. miejsce w rankingu ATP.

### Sezon 2013

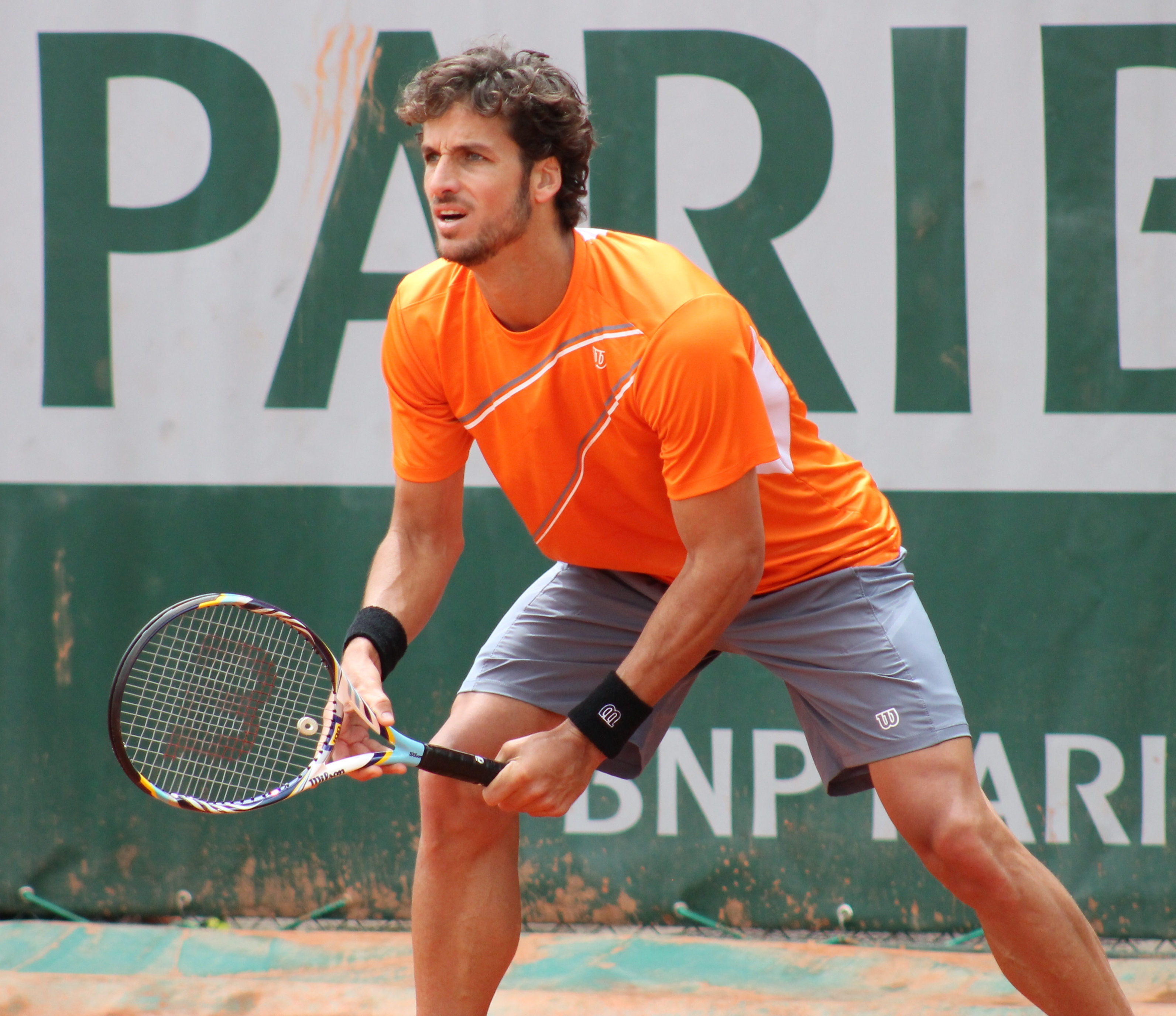
López podczas French Open, 2013

W styczniowym Australian Open López awansował do II rundy, w której przegrał z Radkiem Štěpánkiem. Pod koniec lutego tenisista hiszpański doszedł do finału w Memphis. Spotkanie o tytuł zakończyło się porażką Hiszpana 2:6, 3:6 z Keim Nishikorim.
Pod koniec maja tenisista hiszpański zagrał w Rolandzie Garrosie, osiągając III rundę. Najpierw w pięciu setach wyeliminował Marcela Granollersa, a następnie João Sousę. Mecz o IV rundę przegrał w trzech setach z Davidem Ferrerem.
Trzeci tytuł jaki Hiszpan wywalczył w grze pojedynczej miał miejsce w czerwcu, na nawierzchni trawiastej w Eastbourne. Do finału López awansował bez straty seta, natomiast w pojedynku o mistrzostwo pokonał 7:6(2), 6:7(5), 6:0 Gilles’a Simona. Wimbledon tenisista hiszpański zakończył na III rundzie, wyeliminowany przez Tommy’ego Haasa.
W połowie lipca López zagrał w Gstaad. Hiszpan doszedł do półfinału, w którym został pokonany przez Robina Haase.
Na koniec sierpnia López wystartował w US Open, osiągając III rundę. W I rundzie pokonał Florenta Serrę, a w następnej Bradleya Klahna. Odpadł po porażce w czterech setach z Milosem Raoniciem.
Do końca sezonu López awansował do jednego ćwierćfinału, w Bangkoku, gdzie poniósł kolejną porażkę z Raoniciem.
Rok 2013 zakończył na 28. miejscu w zestawieniu singlowym ATP.

### Sezon 2014
Podczas Australian Open López doszedł do III rundy, w której został pokonany przez Andy’ego Murraya.
W połowie lutego doszedł do ćwierćfinału w Delray Beach, gdzie odpadł po porażce ze Steve’em Johnsonem. Na początku marca tenisista hiszpański awansował wspólnie z Maksem Mirnym do finału gry podwójnej w Acapulco. Spotkanie o tytuł para przegrała 3:6, 3:6 z Kevinem Andersonem i Matthew Ebdenem.
W Indian Wells dotarł do czwartej rundy, natomiast w Miami do trzeciej. Prócz tego na kortach Tennis Center at Crandon Park zanotował ćwierćfinał debla.
Turniej na ziemnych kortach w Madrycie zakończył na ćwierćfinale. W Rzymie razem z Robinem Haase awansował do finału zawodów gry podwójnej, w którym ulegli Danielowi Nestorowi i Nenadowi Zimonjiciowi 4:6, 6:7(2). Podczas Rolanda Garrosa López doszedł do II rundy pokonawszy na początku Damira Džumhura. Odpadł następnie po porażce z Donaldem Youngiem.
Cykl turniejów na kortach trawiastych López zaczął od zawodów w Londynie (Queen’s), gdzie awansował do finału. Hiszpan po drodze wyeliminował m.in. Lleytona Hewitta, Tomáša Berdycha i Radka Štěpánka. O tytuł zmierzył się z Grigorem Dimitrowem, z którym przegrał 7:6(8), 6:7(1), 6:7(6). López w drugim secie nie wykorzystał piłki meczowej. Następnie Hiszpan zagrał w Eastbourne, gdzie obronił tytuł wywalczony we wcześniejszym sezonie. Hiszpan w finale pokonał Richarda Gasqueta 6:3, 6:7(5), 7:5. Na Wimbledonie López awansował do IV rundy odpadając po porażce ze Stanislasem Wawrinką.
W trakcie trwania US Open Series Hiszpan awansował w sierpniu do półfinału turnieju w Toronto eliminując po drodze m.in. Tomáša Berdycha i Mlosa Raonicia. López w meczu o udział w finale przegrał z Rogerem Federerem. Na US Open tenisista hiszpański został pokonany w III rundzie przez Dominica Thiema.
W październiku López osiągnął półfinał w Szanghaju, gdzie w II rundzie wygrał z Rafaelem Nadalem, natomiast przegrał z Gillesem Simonem.
Rok 2014 zakończył jako 14. tenisista na listach światowych.

### Sezon 2015

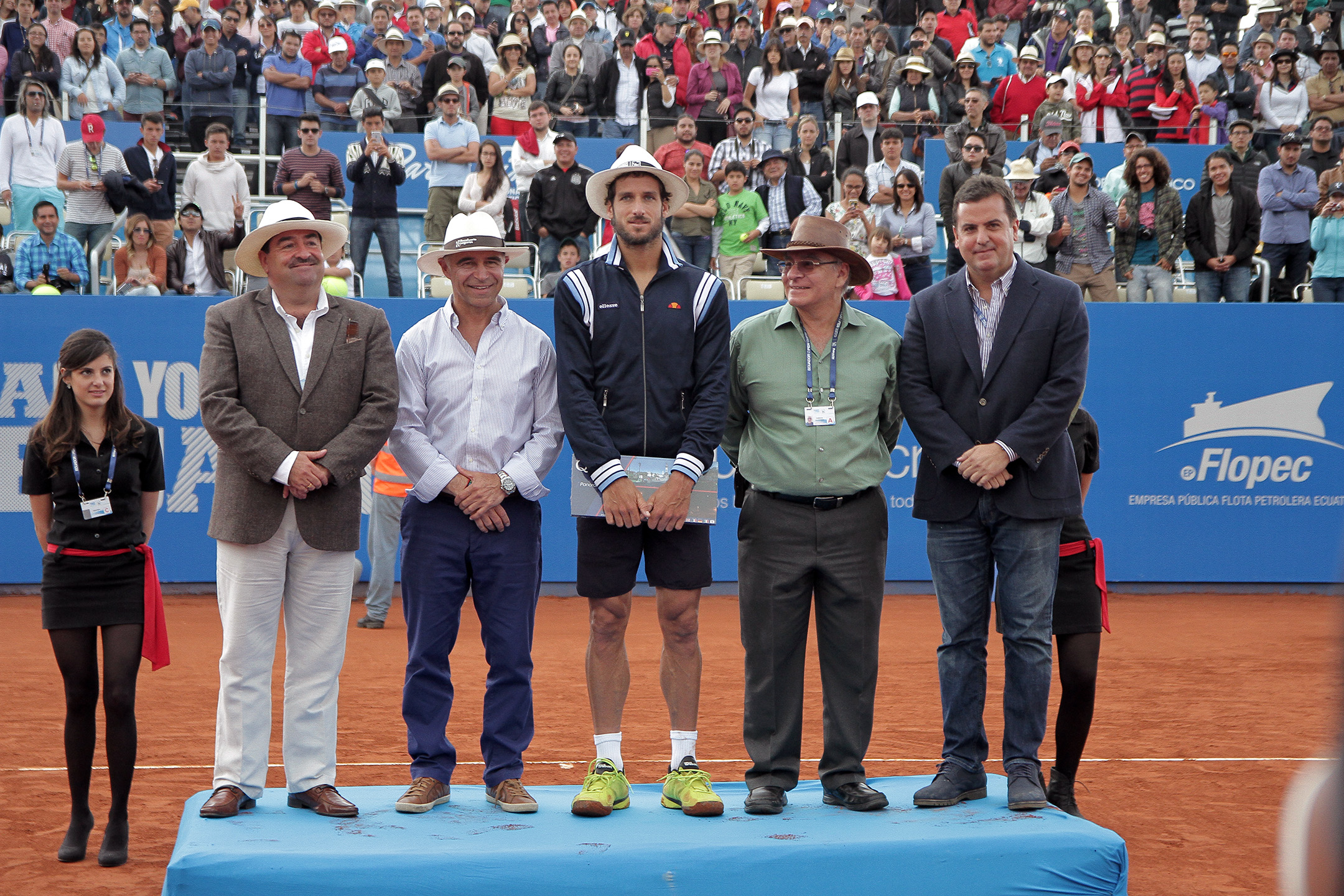
López (w środku) podczas dekoracji w Quito, 2015

Na Australian Open López awansował do IV rundy po pięciosetowych zwycięstwach z Denisem Kudlą i Adrianem Mannarino i po wyeliminowaniu w trzech setach Jerzego Janowicza. Spotkanie o udział w ćwierćfinale Hiszpan przegrał z Milosem Raoniciem 4:6, 6:4, 3:6, 7:6(7), 3:6.
Na początku lutego López awansował do finału w Quito na nawierzchni ziemnej, ponosząc porażkę 2:6, 7:6(5), 6:7(5) z Víctorem Estrellą.
W marcu López awansował do ćwierćfinału w Indian Wells, eliminując m.in. w IV rundzie Keia Nishikoriego. Mecz o udział w półfinale Hiszpan przegrał z Andym Murrayem.
Z wielkoszlemowych turniejów w Paryżu i Londynie odpadał w I i II rundzie.
Na przełomie lipca i sierpnia López doszedł do półfinału w Gstaad, ponosząc porażkę z Dominicem Thiemem.
Podczas US Open Series tenisista hiszpański swój najlepszy wynik ustanowił w Cincinnati, awansując do ćwierćfinału, po wyeliminowaniu w IV rundzie Rafaela Nadala. W US Open López po raz pierwszy w karierze osiągnął ćwierćfinał. Został pokonany przez Novaka Đokovicia.
Drugi w sezonie finał López zagrał w Kuala Lumpur, ostatecznie ulegając 5:7, 5:7 Davidowi Ferrerowi. Na początku listopada López dotarł do finału gry podwójnej w Walencji razem z Maksem Mirnym, ponosząc porażkę z Erikiem Butoracem i Scottem Lipskym.
Sezon zakończył na pozycji nr 17. na świecie.

### Sezon 2016
Pierwszy start w sezonie Lópeza miał miejsce w Dosze, gdzie zwyciężył po raz drugi w karierze w zawodach deblowych. Dokonał tego razem z Markiem Lópezem w finale pokonując 6:4, 6:3 debel Philipp Petzschner–Alexander Peya. Na Australian Open Hiszpan doszedł do III rundy singla.
W lutym tenisista ponownie doszedł do finału gry podwójnej, w Dubaju. Wspólnie z Markiem Lópezem przegrali decydujący mecz z Simonem Bolellim i Andreasem Seppim 2:6, 6:3, 12–14. W zawodach singlowych osiągnął ponadto półfinał, ulegając Markosowi Pagdatisowi.
Kolejny w sezonie półfinał López osiągnął w Houston, gdzie poniósł porażkę z Juanem Mónaco. Dnia 4 czerwca López wygrał grę podwójną podczas French Open razem z Markiem Lópezem. Hiszpańska para pokonała m.in. w ćwierćfinale najwyżej rozstawiony debel Pierre-Hugues Herbert–Nicolas Mahut, a w finale wynikiem 6:4, 6:7(6), 6:3 Boba i Mike’a Bryanów. W turnieju singlowym López odpadł w III rundzie.
W lipcu Hiszpan został mistrzem turnieju w Gstaad, gdzie w finale pokonał Robina Haasego. W następnym miesiącu został finalistą w Los Cabos ulegając Ivo Karloviciowi.
Podczas US Open López doszedł razem z Markiem Lópezem do półfinału gry podwójnej eliminując m.in. w ćwierćfinale Boba i Mike’a Bryanów. Pojedynek o udział w finale przegrali z Pablem Carreño-Bustą i Guillermem Garcíą-Lópezem. Na koniec sezonu hiszpańska para zagrała w ATP World Tour Finals odpadając po meczach grupowych, zwyciężając w 1 pojedynku.
Na koniec roku López zajmował 28. miejsce w klasyfikacji singlowej i 11. pozycję w tabeli deblowej.

### Sezon 2017

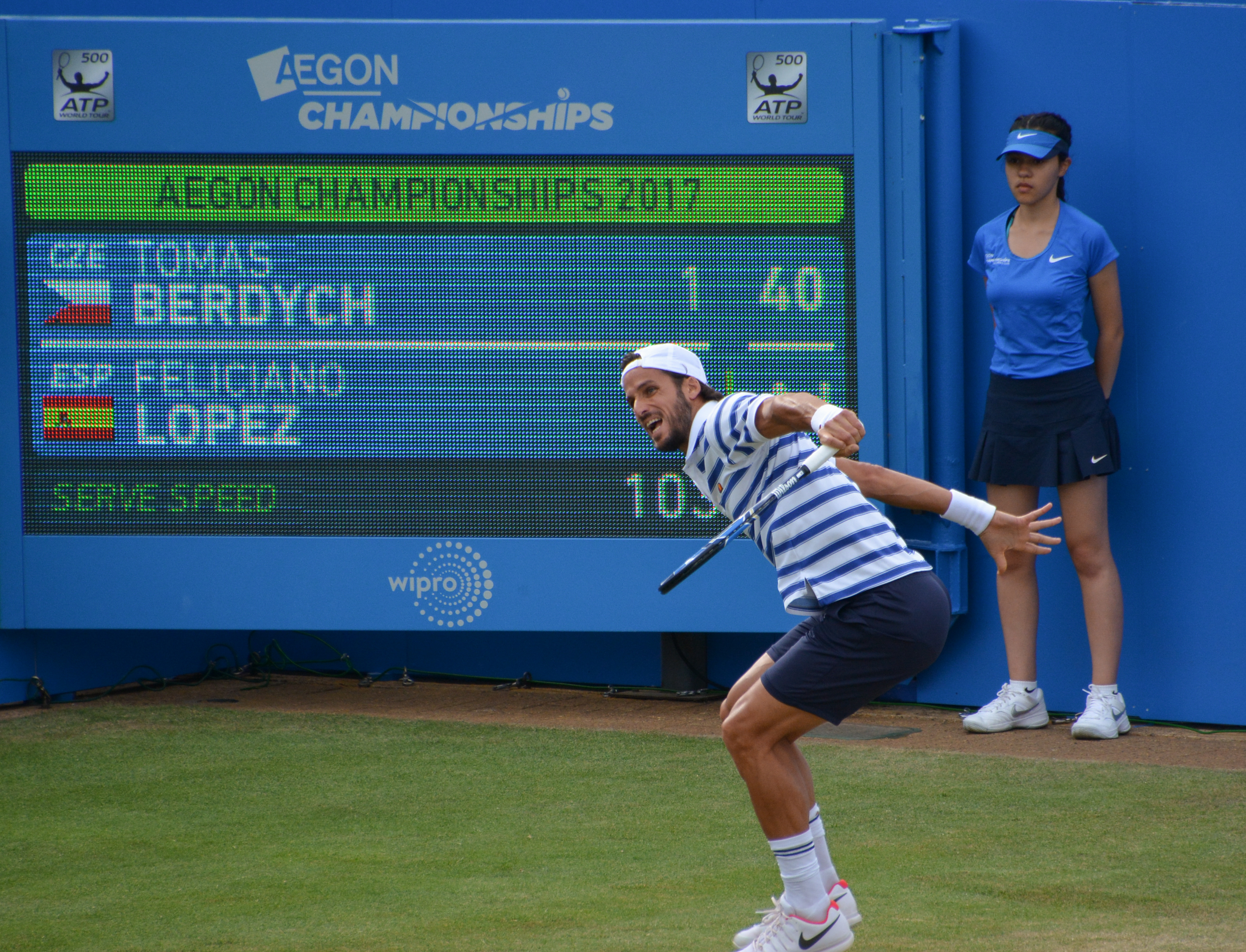
López podczas turnieju w Londynie, 2017

W sezonie 2017 López został finalistą US Open partnerując Markowi Lópezowi. Tenisiści stracili w drodze do finału jednego seta, w półfinale przeciwko Bobowi i Mike’owi Bryanom, natomiast w finale zmierzyli się z Jeanem-Julienem Rojerem i Horią Tecău, którym ulegli 4:6, 3:6. Feliciano López był także z Markiem Lópezem w finale kwietniowych zawodów ATP World Tour Masters 1000 w Monte Carlo, gdzie zostali pokonani przez Rohana Bopannę i Pabla Cuevasa. W marcu Hiszpan został finalistą turnieju w Acapulco startując z Johnem Isnerem. Debel ten został w ostatnim uległ parze Jamie Murray–Bruno Soares.
Startując w konkurencji singla López wygrał jeden turniej, na kortach trawiastych w Londynie, eliminując m.in. w pierwszej rundzie Stanislasa Wawrinkę (nr 3. ATP), w ćwierćfinale Tomáša Berdycha, przeciwko któremu obronił w trzecim secie piłkę meczową kończąc rywalizację 7:6(5), 6:7(1), 7:5. W półfinale Hiszpan wygrał kolejną trzysetową grę, tym razem z Grigorem Dimitrowem, natomiast w finale był lepszy od Marina Čilicia (nr 7. ATP). Mecz zakończył się wynikiem 4:6, 7:6(2), 7:6(8) dla Lópeza, który w tie-breaku ostatniego seta wybronił meczbola. López został także finalistą jednej imprezy, również na trawie, w Stuttgarcie. W ćwierćfinale zagrał zwycięski trzysetowy mecz z Tomášem Berdychem, w półfinale wyeliminował po trzech setach Mischę Zvereva, jednak w finale nie sprostał Lucasowi Pouille, ponosząc porażkę 6:4, 6:7(4), 4:6.
Rywalizując w zawodach Wielkiego Szlema tenisista hiszpański najdalej awansował do trzeciej rundy, podczas French Open i US Open. Podczas Australian Open i Wimbledonu kończył swój udział po pierwszych meczach.
W całym 2017 zagrał 48 meczów jako singlista, odnosząc 23 zwycięstwa, natomiast sezon zakończył na 36. pozycji w rankingu ATP.

### Sezon 2018
Rok 2018 López zakończył bez singlowego tytułu, natomiast w deblu zdobył jedno mistrzostwo, na nawierzchni ziemnej w Barcelonie. Zagrał wówczas wspólnie z Markiem Lópezem, a finał wygrali z deblem Aisam-ul-Haq Qureshi–Jean-Julien Rojer. Feliciano López razem z Markiem Lópezem osiągnęli również półfinał French Open, eliminując m.in. parę Henri Kontinen–John Peers (nr 3. w rozstawieniu). Przegrali z Oliverem Marachem i Mate Paviciem (nr 2. w rozstawieniu).
Uczestnicząc w Wimbledonie Hiszpan ustanowił nowy rekord w ilości startów z rzędu w zawodach Wielkiego Szlema, należący wcześniej do Rogera Federera. López wystąpił w turnieju tej rangi 66 razy z rzędu, rozpoczynając serię od French Open 2002. Bilans meczów Hiszpana w 2019 w Wielkim Szlemie wyniósł 1–4, a jedyne zwycięstwo odniósł podczas Wimbledonu.
Najlepszymi singlowymi wynikami Lópeza były ćwierćfinały w Sydney, Acapulco, Stuttgarcie, Londynie (Queen’s) i Gstaad.
Rozegrał łącznie 42 singlowe pojedynki i 21 zakończył zwycięsko. Na koniec sezonu zajmował 64. miejsce w klasyfikacji singlowej i 32. w deblowej.

### Sezon 2019
Największe w sezonie sukcesy odniósł w czerwcu podczas turnieju w Londynie (Queen’s), triumfując w singlu i deblu. Tytuł singlowy López zdobył wygrywając wszystkie mecze 2:1 w setach, startując po otrzymaniu dzikiej karty. Pojedynek finałowy zakończył wynikiem 6:2, 6:7(4), 7:6(2) z Gillesem Simonem. Rozgrywki gry podwójnej zwyciężył razem z Andym Murrayem.
W zawodach wielkoszlemowych najdalej awansował do 3. rundy US Open, w czterech setach ulegając Daniiłowi Miedwiediewowi.
Podczas turnieju Madrid Open López nie wystartował, jednakże był dyrektorem zawodów. W 2018 pełnił tę funkcję u boku Manuela Santany. Turniej w Madrycie regularnie organizowano od sezonu 2002, a López konsekwentnie w nim startował, najdalej awansując do ćwierćfinałów w latach 2003, 2007, 2008 i 2014.
Dnia 29 kwietnia klasyfikowany był w rankingu poniżej 100. miejsca po raz pierwszy od lipca 2002, jednakże ostatecznie sezon zakończył 18 rok z rzędu w czołowej setce zestawienia ATP, na 62. pozycji.

### Puchar Davisa

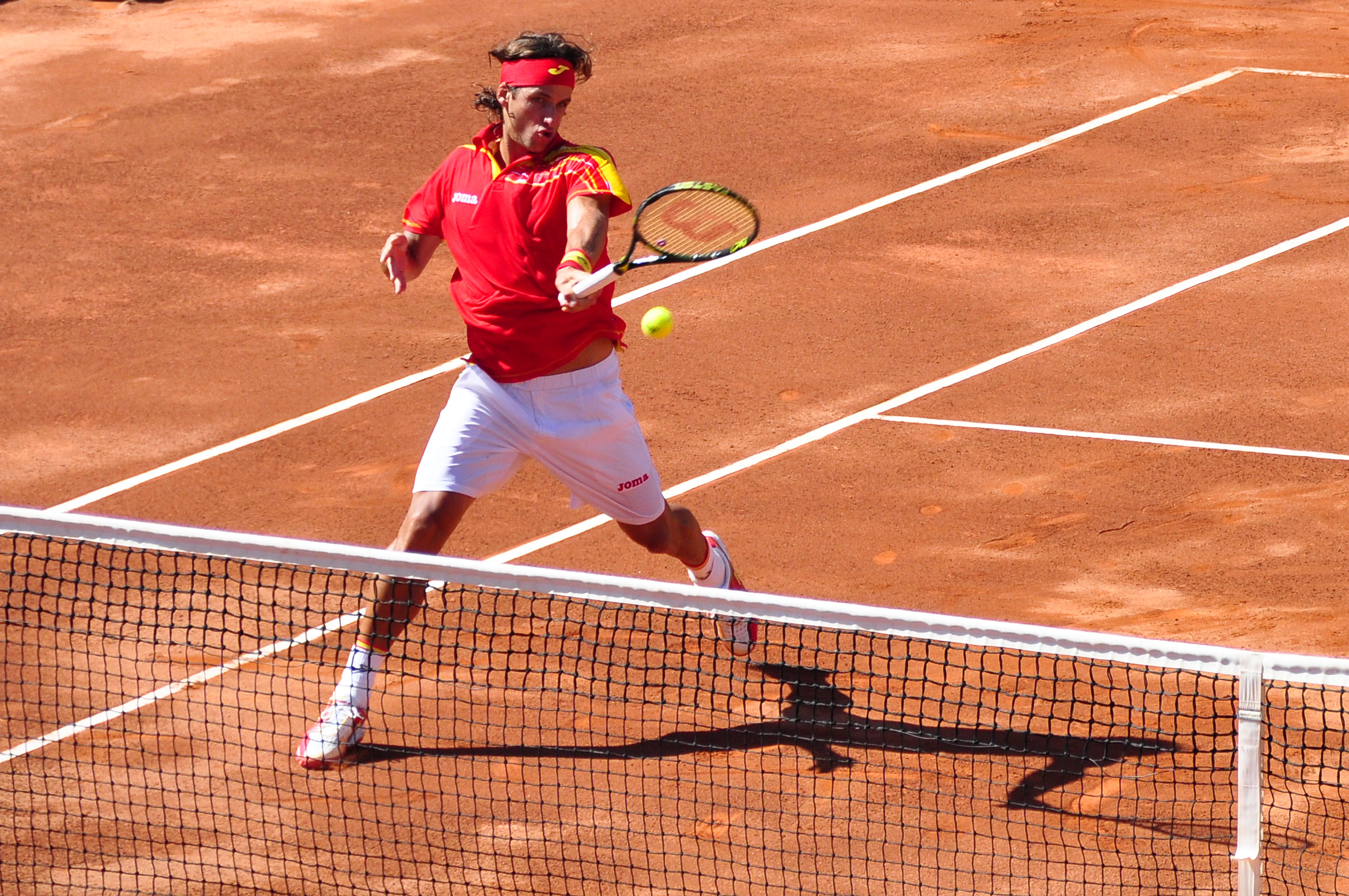
Feliciano López podczas półfinału Pucharu Davisa, 2009

W reprezentacji López zadebiutował w roku 2003, podczas finałowej rundy z Australią. Zagrał w grze podwójnej razem z Àlexem Corretją, lecz swój mecz przegrał z parą Wayne Arthurs-Todd Woodbridge 3:6, 1:6, 3:6. Całą rywalizację wygrali Australijczycy 3:1, tym samym zdobywając trofeum.
W sezonie 2004, 2005 i 2006 odpadał z zespołem w I fazie rozgrywek, a w edycji turnieju z roku 2007 awansował do ćwierćfinału, w którym jego reprezentacja zagrała z zespołem USA. Oba spotkania przegrał zarówno w grze pojedynczej z Jamesem Blakiem, jak i grze podwójnej z Bobem Bryanem i Mikiem Bryanem.
Zwycięstwem Hiszpanów zakończyły się rozgrywki z roku 2008. Tenisiści z Półwyspu Iberyjskiego wyeliminowali reprezentacje Peru, Niemiec i USA, a w finale pokonali Argentynę. López brał udział w każdej rundzie turnieju, wygrywając siedem meczów, a przegrywając dwa. Przeciwko Argentynie zwyciężył w swoich obu spotkaniach, najpierw w deblu z Davidem Nalbandianem i Agustínem Callerim 5:7 7:5 7:6(5) 6:3, będąc w parze z Fernando Verdasco, a potem w singlowym spotkaniu z Juanem Martínem del Potro 4:6, 7:6(2), 7:6(4), 6:3. Po meczu z del Potro Hiszpan powiedział: „To było moje największe zwycięstwo w karierze. Pierwszy set zagrałem źle, ale potem byłem bardziej skupiony i grałem lepiej”.
W 2009 awansował z zespołem do finału, eliminując Serbię, Niemcy oraz Izrael. López zagrał w czterech meczach, wygrywając dwa. W grudniu odbył się finał imprezy z udziałem reprezentacji Hiszpanii i Czech. Hiszpanie wygrali rywalizację 5:0, a López zagrał w grze podwójnej wraz z Fernando Verdasco przeciwko parze Tomáš Berdych-Radek Štěpánek. Mecz zakończył się wynikiem 7:6(7), 7:5, 6:2 dla Lópeza i Verdaski.
W 2010 López zagrał w ćwierćfinale przeciwko Francji. Pierwszy pojedynek rozegrał w deblu razem z Fernando Verdasco przeciwko parze Julien Benneteau-Michaël Llodra, jednak to francuscy debliści wygrali spotkanie. Również porażką zakończył się singlowy mecz Lópeza przeciwko Benneteau. Całą rywalizację wygrali 5:0 Francuzi, dzięki czemu awansowali do półfinału.
Podczas edycji turnieju z 2011 roku López miał znaczący wkład w wyeliminowanie w rundzie ćwierćfinałowej reprezentację USA. Hiszpan zagrał singlowy pojedynek z Mardym Fishem, zakończony zwycięstwem Lópeza 6:4, 3:6, 6:3, 6:7(2), 8:6. W finale Hiszpanie pokonali Argentyńczyków 3:1, a López wystąpił w przegranym deblowym potkaniu z Fernandem Verdasco przeciwko parze David Nalbandian-Eduardo Schwank.
Do gry w rozgrywkach powrócił w 2014 roku. Wziął udział w zakończonej porażką 1:4 konfrontacji pierwszej rundy Grupy Światowej przeciwko Niemcom. Mecz z Florianem Mayerem przegrał w pięciu setach, a spotkanie przeciw Philippowi Kohlschreiberowi wygrał walkowerem.

### Finały w turniejach ATP Tour
| Legenda                                      |
| -------------------------------------------- |
| Wielki Szlem                                 |
| Igrzyska olimpijskie                         |
| Tennis Masters Cup / ATP Finals              |
| ATP Masters Series / ATP Tour Masters 1000   |
| ATP International Series Gold / ATP Tour 500 |
| ATP International Series / ATP Tour 250      |

#### Gra pojedyncza (7–11)
| Końcowy wynik | Nr  | Data                 | Turniej      | Nawierzchnia  | Przeciwnik      | Wynik finału             |
| ------------- | --- | -------------------- | ------------ | ------------- | --------------- | ------------------------ |
| Finalista     | 1.  | 7 marca 2004         | Dubaj        | Twarda        | Roger Federer   | 6:4, 1:6, 2:6            |
| Zwycięzca     | 1.  | 17 października 2004 | Wiedeń       | Twarda (hala) | Guillermo Cañas | 6:4, 1:6, 7:5, 3:6, 7:5  |
| Finalista     | 2.  | 28 sierpnia 2005     | New Haven    | Twarda        | James Blake     | 6:3, 5:7, 1:6            |
| Finalista     | 3.  | 16 lipca 2006        | Gstaad       | Ceglana       | Richard Gasquet | 6:7(4), 7:6(3), 3:6, 3:6 |
| Finalista     | 4.  | 8 marca 2008         | Dubaj        | Twarda        | Andy Roddick    | 7:6(8), 4:6, 2:6         |
| Zwycięzca     | 2.  | 7 lutego 2010        | Johannesburg | Twarda        | Stéphane Robert | 7:5, 6:1                 |
| Finalista     | 5.  | 1 maja 2011          | Belgrad      | Ceglana       | Novak Đoković   | 6:7(4), 2:6              |
| Finalista     | 6.  | 24 lutego 2013       | Memphis      | Twarda (hala) | Kei Nishikori   | 2:6, 3:6                 |
| Zwycięzca     | 3.  | 22 czerwca 2013      | Eastbourne   | Trawiasta     | Gilles Simon    | 7:6(2), 6:7(5), 6:0      |
| Finalista     | 7.  | 15 czerwca 2014      | Londyn       | Trawiasta     | Grigor Dimitrow | 7:6(8), 6:7(1), 6:7(6)   |
| Zwycięzca     | 4.  | 21 czerwca 2014      | Eastbourne   | Trawiasta     | Richard Gasquet | 6:3, 6:7(5), 7:5         |
| Finalista     | 8.  | 8 lutego 2015        | Quito        | Ceglana       | Víctor Estrella | 2:6, 7:6(5), 6:7(5)      |
| Finalista     | 9.  | 4 października 2015  | Kuala Lumpur | Twarda        | David Ferrer    | 5:7, 5:7                 |
| Zwycięzca     | 5.  | 24 lipca 2016        | Gstaad       | Ceglana       | Robin Haase     | 6:4, 7:5                 |
| Finalista     | 10. | 13 sierpnia 2016     | Los Cabos    | Twarda        | Ivo Karlović    | 6:7(5), 2:6              |
| Finalista     | 11. | 18 czerwca 2017      | Stuttgart    | Trawiasta     | Lucas Pouille   | 6:4, 6:7(5), 4:6         |
| Zwycięzca     | 6.  | 25 czerwca 2017      | Londyn       | Trawiasta     | Marin Čilić     | 4:6, 7:6(2), 7:6(8)      |
| Zwycięzca     | 7.  | 23 czerwca 2019      | Londyn       | Trawiasta     | Gilles Simon    | 6:2, 6:7(4), 7:6(2)      |

#### Gra podwójna (6–11)
| Końcowy wynik | Nr  | Data                 | Turniej            | Nawierzchnia  | Partner            | Przeciwnicy                            | Wynik finału      |
| ------------- | --- | -------------------- | ------------------ | ------------- | ------------------ | -------------------------------------- | ----------------- |
| Finalista     | 1.  | 6 maja 2001          | Majorka            | Ceglana       | Francisco Roig     | Donald Johnson Jared Palmer            | 5:7, 3:6          |
| Finalista     | 2.  | 18 kwietnia 2004     | Walencja           | Ceglana       | Marc López         | Gastón Etlis Martín Rodríguez          | 5:7, 6:7(5)       |
| Zwycięzca     | 1.  | 31 października 2004 | Sztokholm          | Twarda (hala) | Fernando Verdasco  | Wayne Arthurs Paul Hanley              | 6:4, 6:4          |
| Finalista     | 3.  | 24 kwietnia 2005     | Barcelona          | Ceglana       | Rafael Nadal       | Leander Paes Nenad Zimonjić            | 3:6, 3:6          |
| Finalista     | 4.  | 26 lutego 2011       | Dubaj              | Ceglana       | Jérémy Chardy      | Michaił Jużny Serhij Stachowski        | 6:4, 3:6, 3–10    |
| Finalista     | 5.  | 1 marca 2014         | Acapulco           | Twarda        | Maks Mirny         | Kevin Anderson Matthew Ebden           | 3:6, 3:6          |
| Finalista     | 6.  | 18 maja 2014         | Rzym               | Ceglana       | Robin Haase        | Daniel Nestor Nenad Zimonjić           | 4:6, 6:7(2)       |
| Finalista     | 7.  | 1 listopada 2015     | Walencja           | Twarda (hala) | Maks Mirny         | Eric Butorac Scott Lipsky              | 6:7(4), 3:6       |
| Zwycięzca     | 2.  | 8 stycznia 2016      | Doha               | Twarda        | Marc López         | Philipp Petzschner Alexander Peya      | 6:4, 6:3          |
| Finalista     | 8.  | 27 lutego 2016       | Dubaj              | Twarda        | Marc López         | Simone Bolelli Andreas Seppi           | 2:6, 6:3, 12–14   |
| Zwycięzca     | 3.  | 4 czerwca 2016       | French Open, Paryż | Ceglana       | Marc López         | Bob Bryan Mike Bryan                   | 6:4, 6:7(6), 6:3  |
| Finalista     | 9.  | 5 marca 2017         | Acapulco           | Twarda        | John Isner         | Jamie Murray Bruno Soares              | 3:6, 3:6          |
| Finalista     | 10. | 23 kwietnia 2017     | Monte Carlo        | Ceglana       | Marc López         | Rohan Bopanna Pablo Cuevas             | 3:6, 6:3, 4–10    |
| Finalista     | 11. | 8 września 2017      | US Open, Nowy Jork | Twarda        | Marc López         | Jean-Julien Rojer Horia Tecău          | 4:6, 3:6          |
| Zwycięzca     | 4.  | 29 kwietnia 2018     | Barcelona          | Ceglana       | Marc López         | Aisam-ul-Haq Qureshi Jean-Julien Rojer | 7:6(5), 6:4       |
| Zwycięzca     | 5.  | 23 czerwca 2019      | Londyn             | Trawiasta     | Andy Murray        | Rajeev Ram Joe Salisbury               | 7:6(6), 5:7, 10–5 |
| Zwycięzca     | 6.  | 26 lutego 2022       | Acapulco           | Twarda        | Stefanos Tsitsipas | Marcelo Arévalo Jean-Julien Rojer      | 7:5, 6:4          |

### Osiągnięcia w Wielkim Szlemie (gra pojedyncza)
| Turniej          | 1998 | 1999 | 2000 | 2001  | 2002  | 2003  | 2004  | 2005  | 2006  | 2007  | 2008  | 2009  | 2010  | 2011  | 2012  | 2013  | 2014  | 2015  | 2016  | 2017  | 2018  | 2019  | 2020  | 2021  | 2022  | Wygrane turnieje | Bilans w turnieju |
| ---------------- | ---- | ---- | ---- | ----- | ----- | ----- | ----- | ----- | ----- | ----- | ----- | ----- | ----- | ----- | ----- | ----- | ----- | ----- | ----- | ----- | ----- | ----- | ----- | ----- | ----- | ---------------- | ----------------- |
| Australian Open  | –    | –    | –    | –     | –     | 3R    | 1R    | 3R    | 3R    | 2R    | 2R    | 1R    | 3R    | 2R    | 4R    | 2R    | 3R    | 4R    | 3R    | 1R    | 1R    | 1R    | 1R    | 3R    | 1R    | 0 / 20           | 24–20             |
| French Open      | –    | –    | –    | 1R    | 2R    | 1R    | 4R    | 1R    | 1R    | 1R    | 1R    | 2R    | 1R    | 1R    | 1R    | 3R    | 2R    | 1R    | 3R    | 3R    | 1R    | 1R    | 1R    | 1R    | –     | 0 / 21           | 12–21             |
| Wimbledon        | –    | –    | –    | –     | 4R    | 4R    | 3R    | QF    | 1R    | 3R    | QF    | 1R    | 3R    | QF    | 1R    | 3R    | 4R    | 2R    | 3R    | 1R    | 2R    | 2R    | NH    | 1R    | 1R    | 0 / 20           | 34–20             |
| US Open          | –    | –    | –    | –     | 2R    | 1R    | 3R    | 2R    | 2R    | 4R    | 1R    | 1R    | 4R    | 3R    | 3R    | 3R    | 3R    | QF    | 2R    | 3R    | 1R    | 3R    | 1R    | 1R    | –     | 0 / 20           | 28–20             |
| Wygrane turnieje | –    | –    | –    | 0 / 1 | 0 / 3 | 0 / 4 | 0 / 4 | 0 / 4 | 0 / 4 | 0 / 4 | 0 / 4 | 0 / 4 | 0 / 4 | 0 / 4 | 0 / 4 | 0 / 4 | 0 / 4 | 0 / 4 | 0 / 4 | 0 / 4 | 0 / 4 | 0 / 4 | 0 / 3 | 0 / 4 | 0 / 2 | 0 / 81           | N/A               |
| Bilans spotkań   | –    | –    | –    | 0–1   | 5–3   | 5–4   | 7–4   | 7–4   | 3–4   | 6–4   | 5–4   | 1–4   | 7–4   | 7–4   | 5–4   | 7–4   | 8–4   | 8–4   | 7–4   | 4–4   | 1–4   | 3–4   | 0–3   | 2–4   | 0–2   | N/A              | 98–81             |